# Danh sách nhà triết học Pháp
Đây là danh sách các triết gia từ Pháp:

## A
- Jean-Baptiste le Rond d’Alembert (1717–1783)
- Louis Althusser (1918–1990)
- Antoine Arnauld (1612–1694)
- Raymond Aron (1905–1983)
- Pierre Aubenque (1929–2020)

## B
- François Noël Babeuf (1760–1797)
- Gaston Bachelard (1884–1962)
- Élisabeth Badinter (* 1944)
- Alain Badiou (* 1937)
- Étienne Balibar (* 1942)
- Roland Barthes (1915–1980)
- Georges Bataille (1897–1962)
- Jean Baudrillard (1929–2007)
- Pierre Bayle (1647–1706)
- Jean Beaufret (1907–1982)
- Simone de Beauvoir (1908–1986)
- Miguel Benasayag (* 1953)
- Henri Bergson (1859–1941)
- Maine de Biran (1766–1824)
- Maurice Blanchot (1907–2003)
- Jean Bodin (1529/30–1596)
- Émile Boutroux (1845–1921)
- Jacques Bouveresse (1940–2021)
- Émile Bréhier (1876–1952)
- Léon Brunschvicg (1869–1944)

## C
- Pierre-Jean-Georges Cabanis (1757–1808)
- Albert Camus (1913–1960)
- Georges Canguilhem (1904–1995)
- Cornelius Castoriadis (1922–1997)
- Jean Cavaillès (1903–1944)
- Pierre Charron (1541–1603)
- Émile Chartier (1868–1951)
- Emil Cioran (1911–1995)
- Auguste Comte (1798–1857)
- André Comte-Sponville (* 1952)
- Étienne Bonnot de Condillac (1714–1780)
- Marie Jean Antoine Nicolas Caritat, Marquis de Condorcet (1743–1794)
- Victor Cousin (1792–1867)

## D
- Gilles Deleuze (1925–1995)
- Jacques Derrida (1930–2004)
- René Descartes (1596–1650)
- Vincent Descombes (* 1943)
- Antoine Louis Claude Destutt de Tracy (1754–1836)
- Denis Diderot (1713–1784)

## F
- Luc Ferry (* 1951)
- Alain Finkielkraut (* 1949)
- Michel Foucault (1926–1984)
- Charles Fourier (1772–1837)

## G
- Pierre Gassendi (1592–1655)
- Étienne Gilson (1884–1978)
- René Girard (1923–2015)
- André Glucksmann (1937–2015)
- Victor Goldschmidt (1914–1981)
- Marie de Gournay (1565–1645)
- Jean-Marie Guyau (1854–1888)

## H
- Ernst Hello (1828–1885)
- Claude Henri Helvetius (1715–1771)
- Michel Henry (1922–2002)
- Paul Henri Thiry d’Holbach  (1723–1789)
- Guy Hocquenghem (1946–1988)
- Jean Hyppolite (1907–1968)

## J
- Vladimir Jankélévitch (1903–1985)
- François Jullien (* 1951)

## K
- Sarah Kofman (1934–1994)
- Alexandre Kojève (1902–1968)
- Alexandre Koyré (1892–1964)
- Julia Kristeva (* 1941)

## L
- Étienne de La Boétie (1530–1563)
- Julien Offray de La Mettrie (1709–1751)
- Jacques Lacan (1901–1981)
- Philippe Lacoue-Labarthe (1940–2007)
- Olivier Le Cour Grandmaison (* 1960)
- Emmanuel Levinas (1906–1995)
- Jacqueline Lichtenstein (1947–2019)
- Jean-François Lyotard (1924–1998)

## M
- Gabriel Bonnot de Mably (1709–1785)
- Pierre Magnard (* 1927)
- Joseph de Maistre (1753–1821)
- Nicolas Malebranche (1638–1715)
- Gabriel Marcel (1889–1973)
- Jean-Luc Marion (* 1946)
- Maurice Merleau-Ponty (1908–1961)
- Marin Mersenne (1588–1648)
- Jean Meslier (1664–1729)
- Jean-Claude Milner (* 1941)
- Jean-Baptiste de Mirabaud (1675–1760)
- Michel de Montaigne (1533–1592)
- Charles de Secondat, Baron de Montesquieu (1689–1755)
- Étienne-Gabriel Morelly (1717–1778)
- Emmanuel Mounier (1905–1950)

## N
- Pierre Nicole (1625–1695)

## P
- Blaise Pascal (1623–1662)
- Georges Politzer (1903–1942)
- Nicos Poulantzas (1936–1979)
- Pierre-Joseph Proudhon (1809–1865)

## R
- Petrus Ramus (1515–1572)
- Jacques Rancière (* 1940)
- Paul Ricœur (1913–2005)
- Clément Rosset (1939–2018)
- Louis Rougier (1889–1982)
- Henri de Roy (1598–1679)
- Jean-Jacques Rousseau (1712–1778)

## S
- Claude-Henri de Rouvroy, Graf von Saint-Simon (1760–1825)
- Jean-Paul Sartre (1905–1980)
- René Schérer (1922–2023)
- Michel Serres (1930–2019)
- Emmanuel Joseph Sieyès (1748–1836)
- Georges Sorel (1847–1922)

## T
- Pierre Teilhard de Chardin (1881–1955)

## V
- Paul Valéry (1871–1945)
- Voltaire (1694–1778)
- Jules Vuillemin (1920–2001)

## W
- Jean Wahl (1888–1974)
- Eric Weil (1904–1977)
- Simone Weil (1909–1943)